# Biateho (Atubuti)
Biateho (Biateo) ist ein osttimoresischer Ort im Suco Atudara (Verwaltungsamt Cailaco, Gemeinde Bobonaro). Er liegt im Zentrum des Südterritoriums von Atudara, im Westen der Aldeia Atubuti, auf einer Meereshöhe von 800 m.
Der Ort liegt am Südhang des Berges Foho Biateo (838 m). Die Hütten reichen bis auf den Gipfel. Westlich befindet sich am Hang das Nachbardorf Nuapu in der Aldeia Tuturema. Zwischen den Siedlungen liegt ein kleiner Friedhof. Weiter westlich befindet sich das Dorf Tuturema.